# Wu Qing
Wu Qing (en langue chinoise 吴青), née le 9 novembre 1937, est une militante féministe chinoise, une enseignante d'anglais et une femme politique (députée pendant plusieurs mandats) connue pour son indépendance d’esprit.
En 2001, Wu a remporté le prix Ramon-Magsaysay, dans la catégorie service public.

## Biographie
Wu Qing est née en 1937 en Chine, fille de la célèbre romancière Bing Xin et d’un sociologue, Wu Wenzao (en) . Elle fait en partie ses études primaires à Chongqing (pendant la seconde guerre sino-japonaise). La république populaire de Chine est proclamée en 1949, et succède à la république de Chine. Le premier ministre (Zhou Enlai est un ami de son père, et son modèle pendant son adolescence. Il lui conseille d’apprendre l’anglais,. En 1957, elle effectue des études universitaires à l’université des langues étrangères de Pékin, intitulé à l’époque Institut des langues étrangères. Après ses études, à partir de 1960, elle rejoint cet organisme en tant que professeur d'anglais.
Elle y enseigne l'anglais et les études américaines pendant une quarantaine d’années. Elle anime également un programme d'enseignement de l'anglais à la télévision chinoise , diffusé dans tout le pays. De 1986 à 1995, elle est membre du Women's Studies Forum au département d'anglais de l'université des études étrangères de Pékin. À partir de 1984, elle travaille également pour l'Agence canadienne de développement international (ACDI) en tant que spécialiste des questions de genre.
Elle est élue en 1984 députée au Congrès du peuple du district de Haidian (subdivision de la municipalité de Pékin). Elle a des convictions spécifiques sur le fonctionnement idéal d’un État: « Je crois en la primauté du droit. Je crois en la transparence. Je crois en la démocratie. Je crois en la supervision des gouvernants par le peuple », explique-t-elle, mais elle précise aussi : « rien de tout cela n'existe dans notre culture chinoise. Ça a toujours été autoritaire ». Elle est la première députée à avoir mis en place des rencontres hebdomadaires avec ses électeurs et à rendre compte de son travail,. En 1988, elle aurait été également l'une des premières personnes à voter « non » à un congrès du peuple. À l'époque, un vote négatif était une expression rare. La section du parti communiste de l’université où elle travaille ne souhaitait pas qu’elle se représente à la réélection à ce Congrès du peuple. Grâce au soutien de ses électeurs, elle a obtenu de pouvoir le faire, y siégeant en définitive de 1984 à 2011, avec sept mandats successifs.
Bien qu'elle ait pris sa retraite d’enseignante à l'âge de 72 ans (en 2009), elle continue à intervenir dans un cadre non universitaire, à l'école de formation des femmes rurales de Changping, créée pour offrir une formation pratique aux femmes rurales. L'objectif de son école est d'alphabétiser les jeunes femmes des zones rurales, de les familiariser avec l'informatique, d'acquérir des connaissances juridiques de base et d'apprendre un métier pour vivre. « Si vous éduquez un homme, vous touchez un individu ; si vous éduquez une femme, vous touchez une famille entière, et plusieurs générations à venir », explique-t-elle. Elle s’est également préoccupé des besoins de scolarisations au sein des familles rurales émigrant vers Pékin,.
Elle a participé au fil des ans à plusieurs instances sur les femmes et s’est notamment montrée très active sur la préparation et l’organisation, en 1994/1995, de la quatrième conférence mondiale sur les femmes, qui s’est tenue à Pékin. En 2001, elle a été la lauréate du prix Ramon-Magsaysay, dans la catégorie service public. Elle est la première femme chinoise à recevoir cet honneur,.